# Almind Sogn (Viborg Kommune)
 For alternative betydninger, se Almind Sogn. (Se også artikler, som begynder med Almind Sogn)
Almind Sogn er et sogn i Viborg Domprovsti (Viborg Stift).
I 1800-tallet var Almind Sogn og Sjørslev Sogn annekser til Vium Sogn. Alle 3 sogne hørte til Lysgård Herred i Viborg Amt. De udgjorde Vium-Almind-Sjørslev sognekommune, men blev senere til 3 selvstændige sognekommuner. Ved kommunalreformen i 1970 blev Almind indlemmet i Viborg Kommune, de andre i Kjellerup Kommune, som ved strukturreformen i 2007 indgik i Silkeborg Kommune.
I Almind Sogn ligger Almind Kirke.
I sognet findes følgende autoriserede stednavne:
- Almind (bebyggelse, ejerlav)
- Almind Hede (bebyggelse)
- Birgittelyst (bebyggelse)
- Tolstrup (bebyggelse, ejerlav)
- Tolstrup Hede (bebyggelse)
- Vedsø (vandareal)
- Vranum (bebyggelse, ejerlav)